# コルヌヴィルの鐘

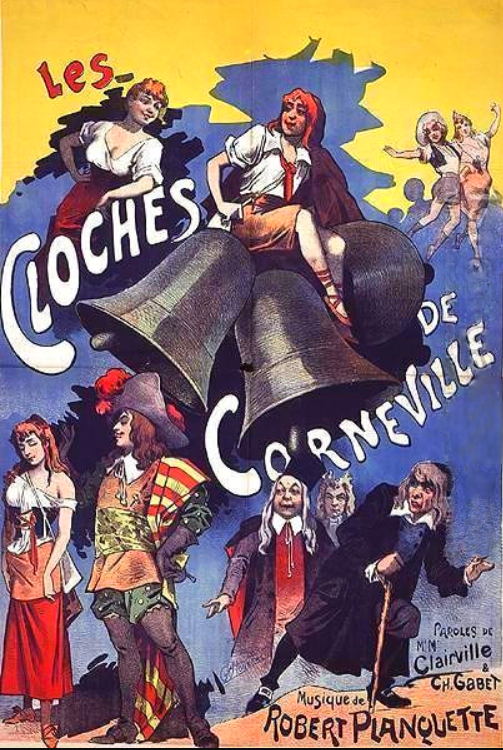
『コルヌヴィルの鐘』の初演時のポスター

『コルヌヴィルの鐘』（コルヌヴィルのかね、フランス語: Les Cloches de Corneville）は、フランスの作曲家ロベール・プランケットによる全3幕のオペレッタ（オペラ・コミック）で、1877年 4月19日にパリのフォリー・ドラマティック劇場にて初演された。『コルヌヴィユの鐘』、『古城の鐘』などとも表記される。本作は日本でも浅草オペラ時代からよく上演された楽しい作品で、シャンソン作曲家として出発したプランケットの作品だけに、覚えやすい小唄が多く、初演から大成功し、パリで長い間人気を保った。

## 概要

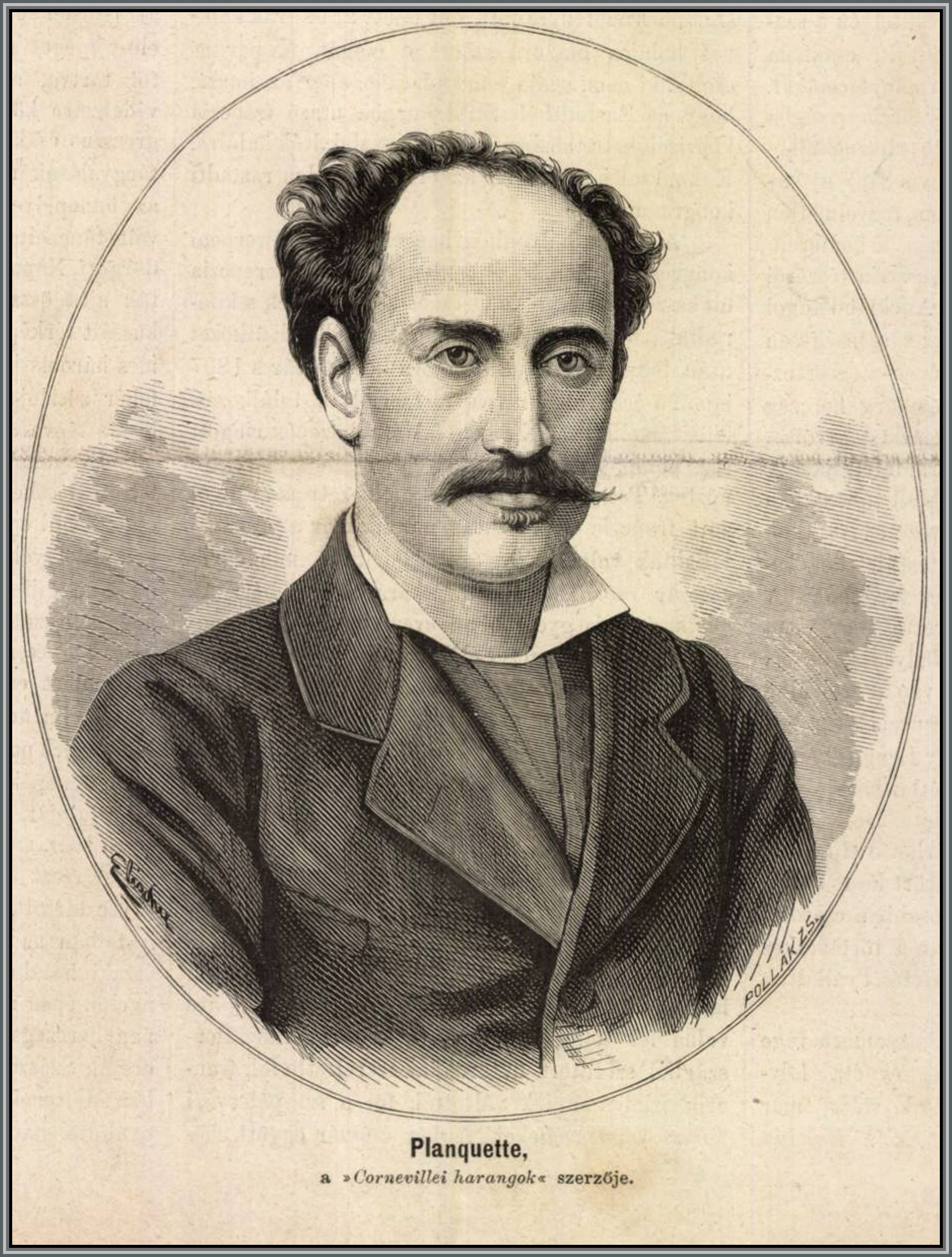
ロベール・プランケット

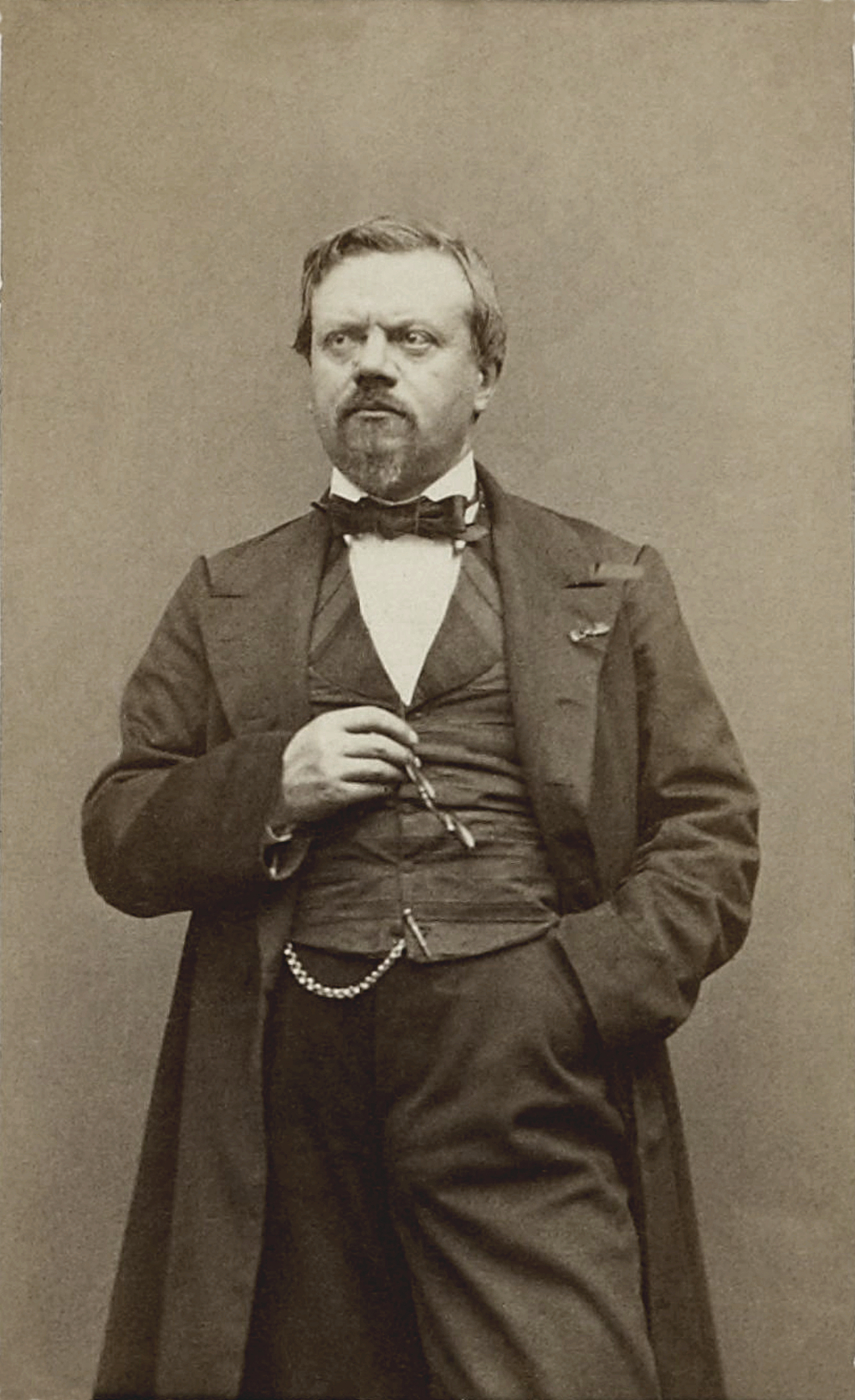
クレールヴィル

本作はプランケットの最も成功した作品で、フランス・オペレッタの代表作の一つである。本作はオペレッタの構造と軽やかなインスピレーション、そして、オペラ・コミックの書法の特質を兼ね備えている。この作品はボワエルデューの『白衣の婦人』が半世紀に亘って体現してきたフランス・オペラの伝統を受け継いでいる。
本作が成功したのは何より音楽の楽しさが最大の理由だが、もう一つ当時の政治状況も忘れてはならない。1871年に普仏戦争が終了し、フランスではナポレオン3世が退陣し、第三共和政が敷かれたが、王政復古を望む声も多く、保守的な王党派と革新的な共和派の対立が続いていた。本作のリブレットは警察の役人だったシャルル・ガベ（Charles Gabet）が『アンゴー夫人の娘』などで知られる詩人ニコライ・クレールヴィル（Nicolaïe Clairville）の協力を得て作成したもので、王党派支持の内容のほか、主役のアンリがシャルル10世の孫であるシャンボール伯のアンリに通じるのである。
オッフェンバックほど皮肉屋ではなく、シャルル・ルコックほど洗練されておらず、エルヴェよりも〈良い子〉のプランケットは大衆により広くオペレッタの道を開き、〈浅薄な〉歌ですぐに人々の心を捉えた。しかし、〈真面目な〉作曲家たちはその〈浅薄な〉音楽を思い描いて、楽しくなるのであった。
プランケットの他の代表作には『リップ・ヴァン・ウィンクル』（1882年）、『シュルクフ』（1887年）がある。

## 初演とその後

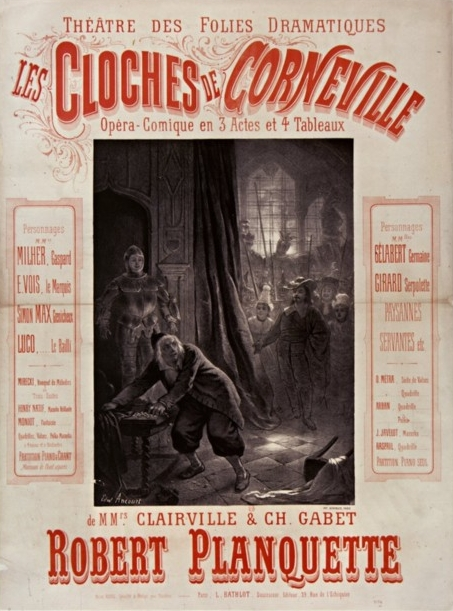
『コルヌヴィルの鐘』の初演時のプログラム

フォリー・ドラマティック劇場での初演は、大きな成功を収めた。それでも、一部の批評家からはフロトーの『マルタ』、ボワエルデューの『白衣の婦人』、ドニゼッティの『連隊の娘』などの盗用であるとか、「ポルカ、ワルツ、ロンドの寄せ集めや借用である」などと酷評された。一方、それでも聴衆は喜んでいると言う意見に対して、詩人で作家のカテュール・マンデスは喜んでいるのは聴衆だけだと非難した。しかし、初演後461回連続して上演され、1886年10月16日には1,000回上演の記念すべき日を迎え、結果的には《地球を３回廻った》くらいの成功を収めることになった。気難し屋の面々が浅薄であると評した庶民的で感傷に溢れた音楽は、大流行を巻き起こし、街角の手回しオルガンや大道歌手が奏でて、さらに、流行が広がった。歌とピアノ用の編曲譜によって、あらゆる家庭で《ノルマンディーのシードル酒万歳》（Vive le cidre de Normandie）や《泡よ、たて》、とりわけ《鐘の歌》などが演奏された。
アメリカ初演は1877年10月22日にニューヨークのフィフス・アヴェニュー劇場にて行われた。イギリス初演はロンドンの1878年 2月23日にフォリー劇場にて行われた。本作は海外でも人気を博したが、とりわけロンドンでの人気が高かった。
なお、日本では大正時代に浅草オペラで『古城の鐘』として日本語の訳詞にて親しまれた歴史がある。日本初演は1912年 1月30日に帝国劇場にて東京アマチューアドラマティック倶楽部により上演された。邦人による初演は1915年3月に帝国劇場にて『古城の鐘』と改題して上演された。グレニシューが歌う《船乗りの歌》は日本でも《波をけり》の訳詞で大正時代に愛唱された。

## 登場人物
| 人物名                               | 原語                | 声域     | 役柄                        | 初演時のキャスト                                        |
| ------------------------------------ | ------------------- | -------- | --------------------------- | ------------------------------------------------------- |
| ジェルメーヌ                         | Germaine            | ソプラノ | ガスパールの姪 実は伯爵令嬢 | コンシータ・ゲラベール                                  |
| セルポレット                         | Serpolette          | ソプラノ | ガスパールの養女            | ジュリエット・シモン=ジラール （Juliette Simon-Girard） |
| アンリ・ド・コルヌヴィル             | Henri de Corneville | テノール | 侯爵の孫、旧城主            | エルネスト・ヴォワ                                      |
| ガスパール                           | Gaspard             | バリトン | 城の管理人、守銭奴          | アンジュ・ミュレール                                    |
| ジャン・グレニシュー                 | Jean Grenicheux     | テノール | 漁師                        | シモン・マックス                                        |
| 代官                                 | Le bailli           | バス     | －                          | フランソワ=ルイ・リュコ                                 |
| 公証人                               | Le notaire          | バス     | －                          | －                                                      |
| ジェリュトリュード                   | Amarante            | ソプラノ | 村娘                        | －                                                      |
| ジャンヌ                             | Jeanne              | ソプラノ | 村娘                        | －                                                      |
| マネット                             | Manette             | ソプラノ | 村娘                        | －                                                      |
| シュザンヌ                           | Suzanne             | ソプラノ | 村娘                        | －                                                      |
| 合唱：村の人々、雇人たち、漁師たち他 |                     |          |                             |                                                         |

## 演奏時間
第1幕：約55分、第2幕：約40分、第3幕：約30分　合計：約2時間5分

## あらすじ
物語の舞台：ルイ14世治下の終わり頃のフランスのノルマンディー地方

### 第1幕

#### 第1場
森の小径、奥に噴水が見える

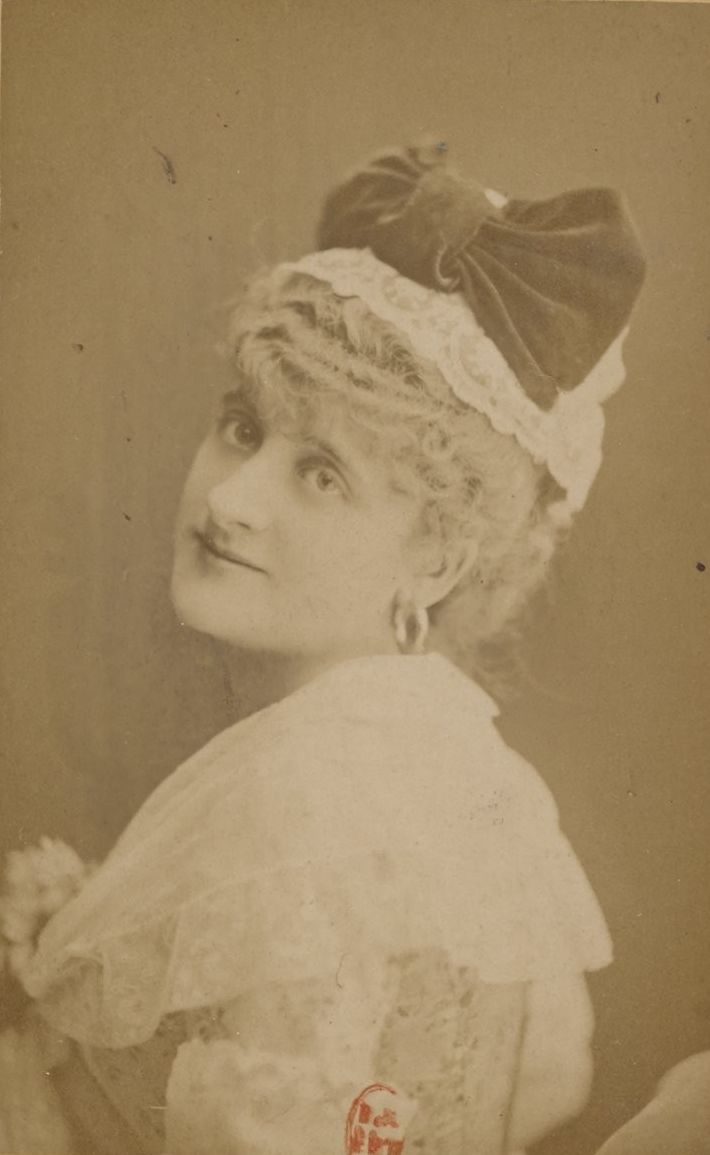
ジェルメーヌを創唱したゲラベール

雇用人市場が開催されている。田舎から町に職を求めて人々がやって来て、集まっている。人々はジェルメーヌが父親代わりのガスパールの決めた代官との結婚を嫌がり、セルポレットの恋人のグレニシューとの結婚を望んでいると噂している。すると、セルポレットが姿を現し、自分は赤子の時にガスパールに拾われて育てられたが、子供と言うより女中扱いされている。これに比べて、半年前に姪だと言って寄宿舎引き取られてきたジェルメーヌはお姫様扱いされている。もしかすれば、自分の方がお姫様かもしれないのにと嘆く。そこへ、代官とガスパールがやって来る。セルポレットは爺さんが若い娘と結婚するなんてと代官を冷やかし、ガスパールに追われて逃げ去る。人々が哄笑すると、代官は怒って皆に早く雇用市場に行くように言って、皆を追い払う。そして、代官はガスパールにジェルメーヌは若すぎるし、グレニシューに惚れていると言うのでは自分の嫁にはできないと心情を吐露する。しかし、思惑を秘めているガスパールは小娘の言い分なんか取り合わずに結婚してくださいと言う。代官はそんなことより例の城にまつわる話はどうなっているのか、聞かせてくれと言う。先代の代官ファブリスが死んでしまっており、実情を知っているのはガスパールだけなのであった。ガスパールは城主の侯爵は20年も戻って来ていないが、預かったものには手を付けていないから、いつ戻って来ても大丈夫だと質問には正面から回答せず、言葉を濁す。代官は最近城に幽霊が出るという噂だから、何としても場内を点検しておきたいと言う。ガスパールはそんなことは危険だから避けるべきだと主張する。そこに、グレニシューがやって来るので、二人は立ち去る。グレニシューは〈アリア〉「行け、少年水夫」（ Va petit Mousse ）と歌う。その中で彼はセルポレットを愛していたが、ジェルメーヌの方が金持ちだから乗り換えようと打算的なことを言う。そこに、ジェルメーヌがやって来て、代官とは絶対結婚しない、自分が海に落ちた時に救ってくれた恩人と結婚することに心を決めたのだと言う。そこに、風変わりな恰好をした外国人がやって来る。その男はアメリカから来たと言い、この城について訊ねる。それに答えて、ジェルメーヌはこの城は20年前に城主がノルマンディー独立運動を起こして、失敗し国外に脱出したと言う。そして、2年前にようやく買い手がついたのだが、その時から幽霊が出始めたので、その買い手は気味悪がって買うのを止めてしまい、今は城に入る人もいないと話す。しかし、城主が帰って来さえすれば、ずっと鳴らなかった城の鐘が鳴るという言い伝えがあると言い、皆で共に〈鐘の伝説の歌〉「悲しいかな！素晴らしい城主を失った」（Nous avons hélas ! perdu d’excellents maîtres）を合唱する。　そこに、雇用人市場のほうから集合の合図が聞こえて来るので、皆は立ち去る。ジェルメーヌは自宅に帰り、グレニシューは彼女の後について行く。独り残った外国の男は実は自分が旧城主の孫で侯爵であると打ち明け、世界中を旅してきたが、6週間前に海で助けた娘が何故か忘れられないと言い、〈ロンド〉「私は地球を3周した」（J’ai fait trois fois le tour du monde ）と歌う。彼は助けた娘の顔をも良く見ずに漁師に預けてきたと言う。だが、今になって気がかりになって来たと言う。彼が立ち去ると、ガスパールが姿を現し、セルポレットからジェルメーヌがグレニシューと一緒にいたと聞いて、結婚式の前に他所の男と一緒にいるとはと怒る。そして、ジェルメーヌに平手打ちを喰らわせようとするが、ジェルメーヌが上手く身をかわしたので、隣にいた代官を叩いてしまう。グレニシューはジェルメーヌを逃がしてやるために、代官のカツラを奪い取って逃げ、自分のほうに注意を向けさせる。人々は大笑いをし、その間にジェルメーヌが逃げ去り、ガスパールが追いかけて行く。

#### 第2場
コルヌヴィルの雇用人市場
グレニシューは代官たちに恥をかかせたので、彼らにどんな仕返しをされるか知れないので、自分を雇ってくれる主人を探すことにする。雇用市場で契約をした者は最低6ヶ月間は身分を保証されるからである。その時、遠くから悲鳴が聞こえて来る。グレニシューが近くにいた娘たちに何があったのかと訊くと、ガスパールがジェルメーヌを捕まえて、部屋に閉じ込めてしまったのだと言う。代官が何時になってもやって来ないので代理人が雇用人市場を開催する。列の先頭には馭者希望のグレニシューが、女中希望の列の先頭にはセルポレットがいる。セルポレットもガスパールの人使いの荒さに立腹し、他の主人を探そうとしているのだった。求職者たちは各々自分自身を売り込む。アンリ侯爵はセルポレットを女中に、グレニシューを馭者として雇うことにする。そこに、ジェルメーヌが逃げて来て、女中希望者の列に入ると、アンリ侯爵はジェルメーヌも女中として雇うことにする。ガスパールもジェルメーヌを追いかけて来るが、手遅れでジェルメーヌはアンリに連れて行かれる。

### 第2幕
コルヌヴィルの城の居間

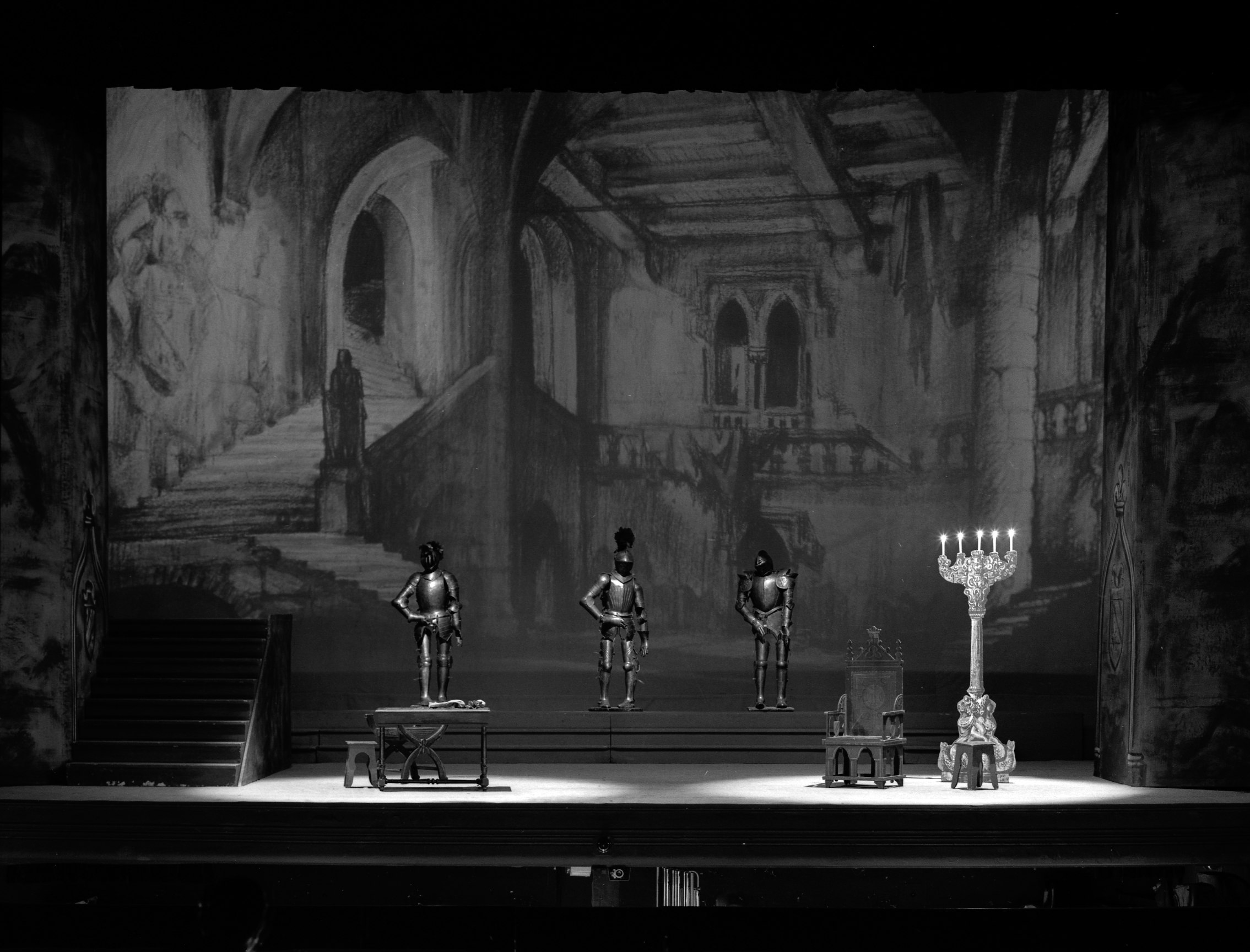
トゥールーズでの1971年の上演時のセット

アンリ侯爵が部下の水夫とセルポレット、ジェルメーヌ、グレニシュー、それに城外で見つけた代官も強引に連れて来る。皆は幽霊が出るのではないかと不安に駆られる。アンリ侯爵は代官に城主の不在の20年間の代官としては監督不行き届きではなかったかと非難する。これを聞いて、代官はそういう貴方はいったい誰なのかと問うと、アンリは自分こそ城主の孫のアンリ侯爵であると素性を明かす。皆が唖然とする中、アンリは幽霊の話は盗賊が城に住み込んで作り上げた偽りの話だと言う。こんな夜に城外をうろついていたお前もその盗賊の仲間なのだろうと言う。代官はとんでもない「自分はカツラを取られて、理性を失っていただけだ」（J’avais perdu ma tête et ma perruque）と歌い、言い訳する。アンリはこの居間は埃が少ないし、ローソクを使った跡があるから、盗賊は海側から直接この部屋に入って来たに違いないと言う。アンリは水夫たちに城内を掃除して、幽霊がいた跡があるかどうか探させる。ジェルメーヌが小さな部屋の入り口を見つけると、アンリはその中に入り、大きなシーツを被って出て来る。皆は驚くが、アンリはシーツを取り払い、これが幽霊の正体なのだと言う。彼はこんな財布を見つけたと言って、代官に渡し、中に入っている紙切れを読むように言う。その紙はド・ルセネー伯爵夫妻の生年月日とその娘クレマンスの生年月日が記載された出生証明書であった。
アンリはこれには自分には身内とは関係ない話だと言いながら、もう一枚の手紙を見る。それはガスパール宛のド・ルセネー伯爵のもので、政治亡命する際に、娘を頼む、政敵の追求をかわすために、娘をただの捨て子として育てて欲しいと書かれていた。日付は1667年5月16日となっている。これを聞いた、セルポレットは自分が拾われたのは、その2日後の18日だから、自分が伯爵令嬢なのだと言って失神する。彼女はすぐに意識を取り戻すと喜びの歌を歌う。アンリは皆にすべて元の場所に戻すように言う。そして、盗賊がやって来るまでものか陰に隠れているよう指示を出す。それからジェルメーヌを呼び、何故裕福な貴女が女中になったのかと問う。彼女はこれまでの経緯を話し、海で自分を救ってくれた人と結婚すると心に決めているのだと言う。アンリはあの時助けたのがジェルメーヌなのかと理解するが勿論口には出さない。すると、水夫の一人が一艘の船が城に近づいて来ると告げる。アンリは皆に迎え撃つ準備をするよう態勢を整えるよう命じる。そこに入って来たのはガスパールであった。彼は部屋に明かりをつけ、甲冑の車台を窓際に引いて行き、あたかも甲冑の兵士が動いているかのように外から見えるようにする。そして、部屋の奥から金貨の袋を出して来て、輝く金貨を眺め悦に入る。すると、城の鐘が突如として鳴り響く。驚いたガスパールが顔を上げるとシーツを被った幽霊が彼を取り巻いている。驚愕したガスパールは発狂してしまい、あの鐘はジェルメーヌと代官の結婚式の鐘だと言い出す。ジェルメーヌはアンリの前に跪いて、ガスパールに手荒なことはしないよう求める。

### 第3幕
広大な庭園、大理石の像と森がある

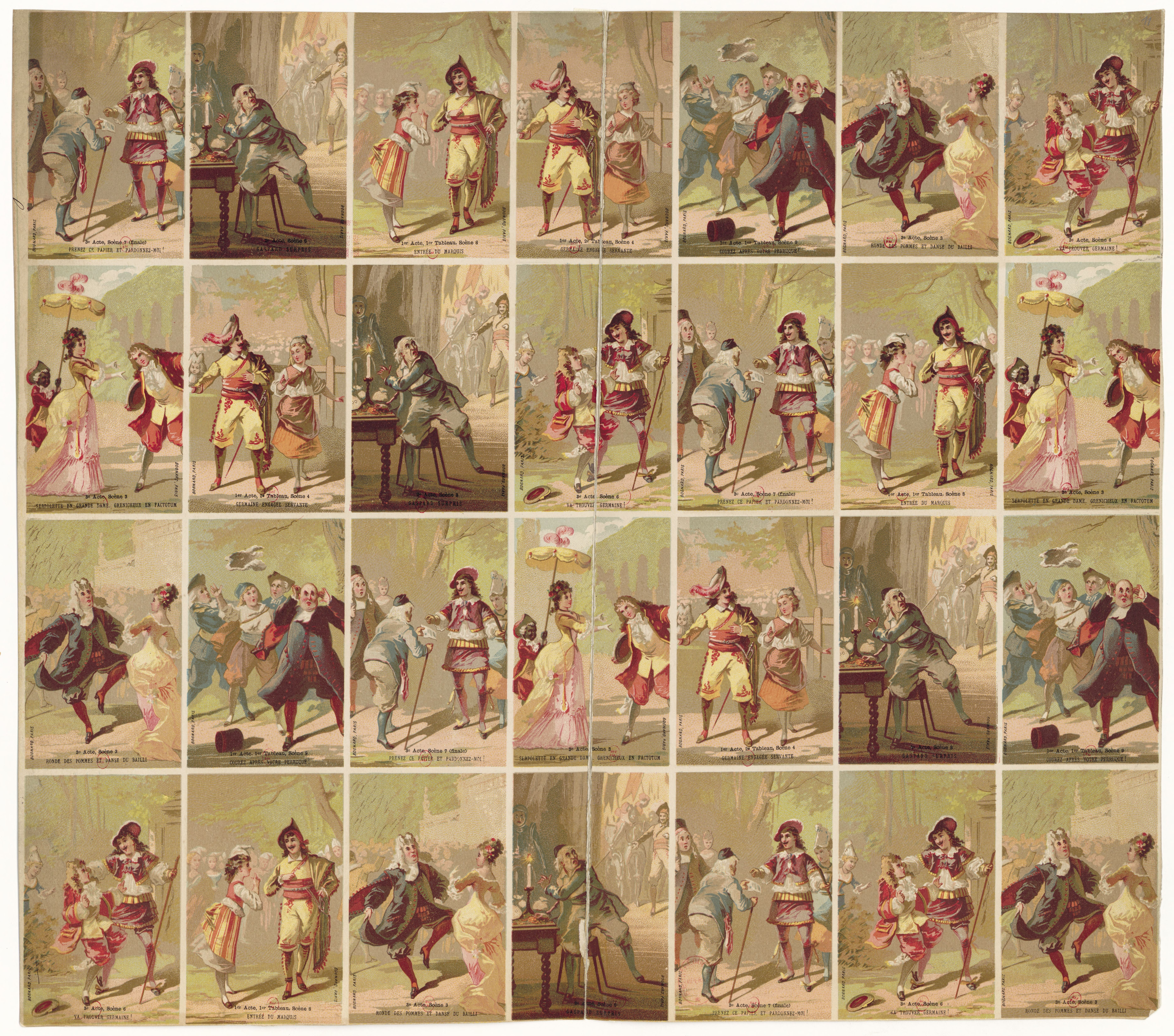
様々な情景

村娘たちが踊っている。そこに、正気を失ったガスパールが夢遊病者のように歩いて来る。彼は昔のノルマンの戦いの歌を口ずさんで立ち去る。そこに、代官が姿を現し、セルポレットが伯爵令嬢となって多額の遺産を相続したが、市庁でその証拠となる出生記録の5月16日のところを調べたら、その日のページがなくなっているので、確実な証拠はなかったのだと話す。すると、立派な馬車がやって来て、伯爵令嬢となったセルポレットが降りて来る。グレニシューは召使となって仕えている。彼はセルポレットが金持ちになったと知るやアンリの城から逃げ出し、セルポレットと縒りを戻そうとしたが、セルポレットは家僕としてなら雇ってやると言われ、我慢して家僕として彼女に仕える道を選んだのだった。セルポレットはジェルメーヌの近況を教えて欲しいと言う。村娘たちがジェルメーヌは侯爵の女中ではなく、どうやら愛人になったらしいと噂する。すると、またもやガスパール現れ、セルポレットはガスパールに近づき、伯爵令嬢よ、私のことが分かるかと問うと、お前は伯爵令嬢などではなく、セルポレットだと言って立ち去る。セルポレットは気のふれたガスパールの言うことなど意に介さず、皆と共に踊り始める。アンリが姿を現し、皆を城に招待し、一人残るとアンリはジェルメーヌが命の恩人と結婚する、彼女はグレニシューが命の恩人と思っているのでなんとか誤解を解かねばと呟く。

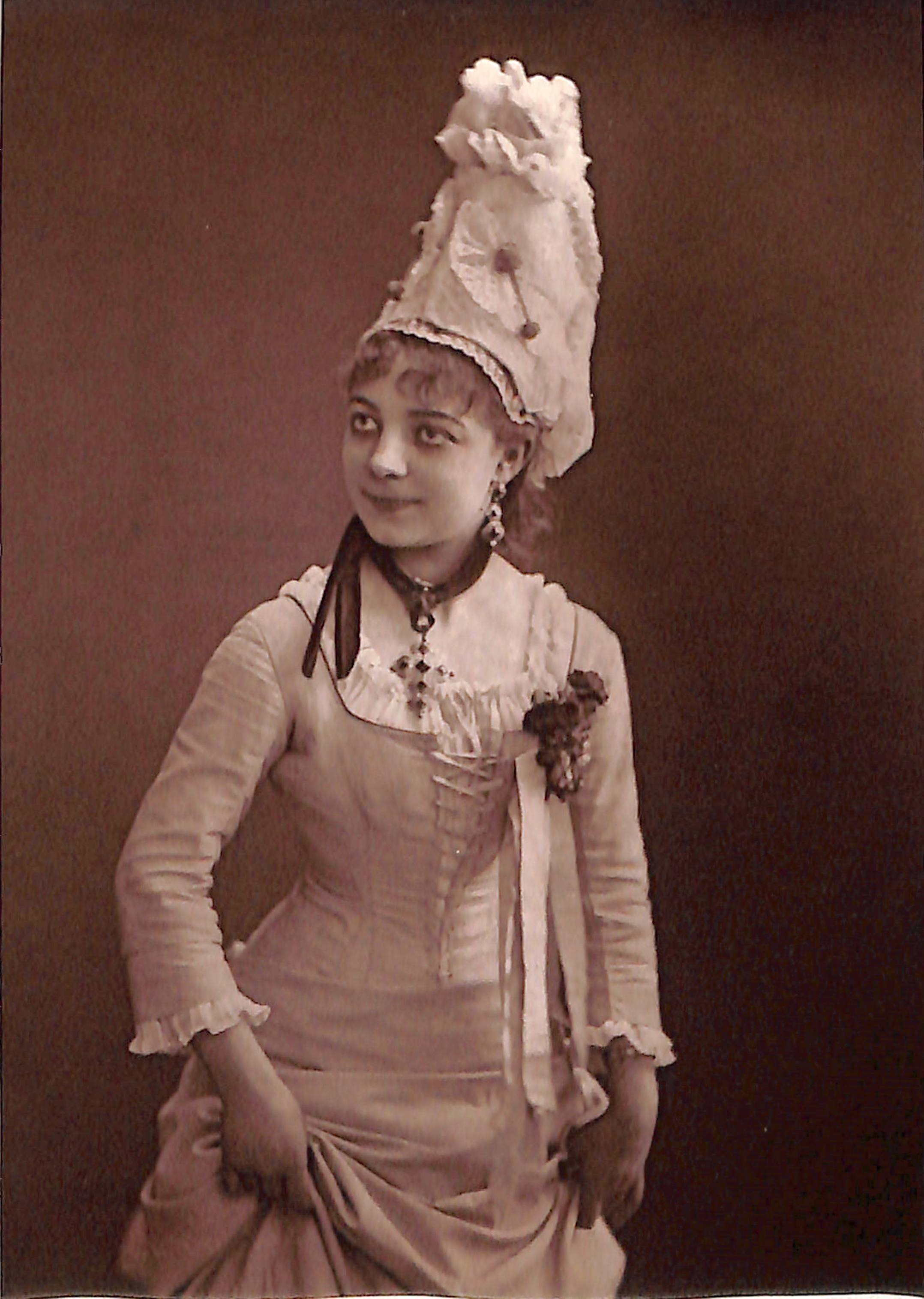
セルポレットを創唱したジュリエット・シモン=ジラール

そこに、グレニシューがやって来て、セルポレットが余りにもお高くとまっているので不満が募り、ジェルメーヌと結婚するべきだと思い直して、城に向かおうとしていたのである。アンリはグレニシューを捕まえ、6ヶ月の契約期間中に城から退出するのは契約違反だと言い、それにもっと重要なことがあると言う。つまり、グレニシューはジェルメーヌの命の恩人ではなく、海から彼女を救ったのは自分だと言う。あの時、自分が彼女を君に託したのをよいことにお前が彼女の命の恩人と名乗るとは何事だと叱責し、自ら本当の事を打ち明けるよう命じる。この話をたまたま通りかかったジェルメーヌは全て聞いてしまい、わざわざ言いに来る必要はもうなくなったと言う。びっくりしたグレニシューはそそくさと立ち去る。アンリはそれでは自分と結婚をしてくれるかと求婚すると、ジェルメーヌは自分は女中の身であり、身分が違い過ぎると言う。そこに、セルポレットがグレニシューを引っ張って来て、アンリに向かって「グレニシューが貴方に罰せられると騒いで逃げようとしているが、一体何があったのか」と問う。アンリは自分には関係ないと素っ気なく答える。すると、ガスパールと代官が姿を現し、代官を死んだ先任の代官ファブリスと間違え、あの紙切れを返せと叫び、あれが見つかれば二人は共犯で逮捕されるのだぞと言う。代官はそんな紙切れはもっていないと言うと、ガスパールは自分が持っていたと言って、それを取り出す。アンリはガスパールの傍らに寄り、自分が城主の孫のアンリだと耳元で囁く。ガスパールははっとして正気を取り戻し、城の鐘が鳴った時、老侯爵が戻って来たのかと思い、驚愕のあまり狂ってしまったのだと話す。さらに、20年前に侯爵から留守中の城番を委託され、同時に亡命せざるを得なくなった伯爵から令嬢を預かった時には正直者で知られていたのだと言う。しかし、二人とも戻らぬまま、10年近くが経過した頃から、金銭の魅力に取りつかれ、城に行って金貨を眺めるのが、生き甲斐になってしまったと言い、許しを請う。そして、ジェルメーヌが伯爵令嬢だったと告白し、その証拠の紙を見せる。アンリは彼を許し、ジェルメーヌと晴れて結ばれる。グレニシューはセルポレットと縒りを戻そうとするが、彼女は独身でいる方がましかもとすねる。すると、城の鐘が鳴り響き、皆が「ディグディグデンの鐘の音」を合唱し、幕となる。

## 主な全曲録音
| 年   | 配役 ジェルメーヌ セルポレット アンリ・ド・コルヌヴィル グレニシュー ガスパール 代官                                                        | 指揮者 管弦楽団および合唱団                                              | レーベル                     |
| ---- | --- | ------------------------------------------------------------------------ | ---------------------------- |
| 1955 | コレット・リィダンジェ ユゲット・ブランジェオ エルネスト・ブラン ジャン・ジロドー ルイ・ミュジ アンドレ・バルボン                           | ピエール・デルヴォー 管弦楽団 合唱団                                     | CD: Accord EAN:0028946588321 |
| 1974 | マディ・メスプレ クリスティアーヌ・シュトゥッツマン シャルル・ビュルル ベルネール・サンクレール ジャン＝クリストフ・ブノワ ジャン・ジロドー | ジャン・ドゥサール パリオペラ・コミック座管弦楽団 パリ・コミック座合唱団 | CD: EMI EAN:0724357409124    |